# Neivamyrmex physognathus
Neivamyrmex physognathus är en myrart som först beskrevs av Carlo Emery 1900.  Neivamyrmex physognathus ingår i släktet Neivamyrmex och familjen myror. Inga underarter finns listade i Catalogue of Life.